# 非洲缅茄
非洲缅茄（学名：Afzelia africana），又名非洲桃花心木，是豆科缅茄属中的一种密生树种。

## 分布范围
非洲缅茄分布于贝宁、布基纳法索、喀麦隆、中非、乍得、刚果民主共和国、象牙海岸、加纳、几内亚、几内亚比绍、马里、尼日尔、尼日利亚、塞内加尔、塞拉利昂、苏丹、多哥和乌干达。它通常分布于茂密的常绿林中，但也可能出现在东非稀树草原或沿海森林中。

## 形态
成熟植株的高度在6至30米之间，开白色或白绿色花，圆锥花序上有红色或粉红色的条纹。果实深棕色或亮黑色，其中含有有毒的黑色种子，附着在可食用的橙色假種皮上。植株树干直径可达100至170厘米，有时更粗。叶子呈鲜绿色，约30厘米长，由7至17对椭圆形或卵形小叶组成叶序。

## 用途
非洲缅茄在中世纪被用于造船。 它是传统的非洲鼓树林之一。 复建的9世纪阿拉伯商船“马斯喀特之宝”号上采用了38吨来自加纳的非洲缅茄木材。弯曲的树木被用于建造船的框架。该树种木材以防腐和防白蚁而闻名。
非洲缅茄的叶子有时被用作牲畜的饲料。在西非，树皮常被用于入药，一些当地人将这种树视为“看不见的灵魂避难所”。